# Transit 5BN-2
Transit 5BN-2 – amerykański technologiczny satelita wojskowy, działający prototyp, który testował system nawigacji dla okrętów podwodnych US Navy przenoszących pociski balistyczne typu UGM-27 Polaris. 
Misję finansowało Naval Research Laboratory (NRL) z ramienia US Navy. Statek zbudowało NRL i Johns Hopkins University. Wraz z nim wyniesiono satelitę Transit 5E-3.

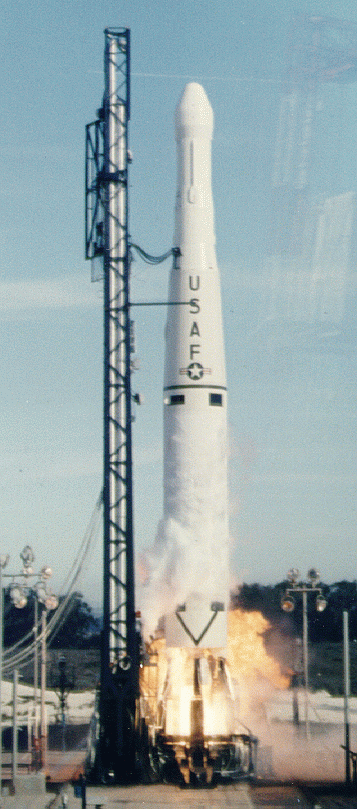
Start Transita 5BN-2 rakietą Thor Able Star

Jeden z pierwszych działających prototypów z generatorem RTG typu SNAP 9A.
Statek użytkowały i testowały zarówno jednostki nawodne i podwodne Marynarki Wojennej USA. Pracował do listopada 1964. Od tego momentu US Navy użytkowało satelity nawigacyjne w sposób ciągły.
Statek pozostaje na orbicie, której trwałość szacuje się na 1000 lat.